# Erwin Heine
Erwin Heine (* 19. September 1899 in Schrittenz, Böhmen; † 7. April 1947 in Schwarzenburg, Landkreis Schweinitz) war ein deutschböhmischer Schriftsteller und Journalist.

## Leben
Heine studierte in Prag Germanistik. Während seines Studiums wurde er 1920 Mitglied der Prager Burschenschaft »Teutonia«. Nach dem Studium arbeitete er zunächst als Redakteur der Deutschen Post für das Sudetenland in Troppau, bis er 1934 Chefredakteur wurde und bis 1938 blieb. Später arbeitete er auch in Tetschen und Teplitz-Schönau als Journalist.

## Schriften (Auswahl)
Als Autor:
- Das singende Herz. Gedichte. Sudetendeutscher Verlag, Reichenberg 1922, DNB 575478608.
- Waldseele. Das Tagebuch eines Friedesuchers. Cassel 1923.
- Vlasta und ihr Student. Ein Prager deutsches Studentenschicksal aus der Gegenwart. Roman. Ahnert, Cassel 1924, DNB 575478594.
- Der Frühtag. Gedichte und Gedanken. Nordb. Druck- u. Verl.-Anstalt Jos. Koschler, Tetschen a. E. 1926.

Als Herausgeber:
- Paul Schaufuß: Über den Dengis-Bei. Die abenteuerlichen Erlebnisse eines Deutschböhmen auf der Flucht vom roten Russland zum Indischen Ozean und in die Heimat. Nordb. Druck- u. Verl.-Anstalt Jos. Koschler, Tetschen a. E. 1926.
- Richard Baerwald: Lebensmut, Erfolg, Arbeitsfreunde. Der Weg zu Glück und froher Zuversicht. Buchsbaum, Mährisch-Ostrau 1933.